# فرودگاه اینترلاکن
فرودگاه اینترلاکن (به انگلیسی: Interlaken Airport) یک فرودگاه با کد یاتا ZIN است . این فرودگاه در شهر اینترلاکن کشور سوئیس قرار دارد .